# Wizardry II: The Knight of Diamonds
Wizardry II: The Knight of Diamonds (полное название — Wizardry: Knight of Diamonds — The Second Scenario) — компьютерная ролевая игра 1982 года, продолжение первой части игровой серии Wizardry.

## Сюжет и игровой процесс
Игра начинается с того, что город Ллилгамин оказывается под осадой. Правители города были убиты, единственная надежда на спасение — волшебный посох Гнилды. Этот посох можно получить, обменяв на него таинственные доспехи «Алмазного рыцаря». Игрок, возглавляющий партию из шести приключенцев, должен добыть части доспеха, разбросанные по подземелью города.
Чтобы начать игру, необходимо импортировать партию из прошлой части (в более поздних версиях появилась возможность использовать заранее сгенерированную партию). Подразумевается, что игровые персонажи из прошлого приключения достаточно сильны и имеют высокий уровень, так как уже на первом уровне подземелья их встретят достаточно сложные противники. В отличие от первой части, где половину уровней подземелья можно было пропустить, в Knight of Diamonds необходимо зачищать каждый из шести уровней для того, чтобы найти нём недостающую часть доспехов, более того на уровнях отсутствуют быстрые переходы на более низкие уровни, а заклинания телепортации не сработают, если игрок попытается переместиться на уровень, на котором ещё не был. Ещё одним нововведением стала возможность сохранять игру прямо в подземелье (в первой части сохраняться можно было только на поверхности).

## Критика
Журнал Softline положительно отозвался об игре, отметив многообразие монстров на уровнях и наличие собственных заданий на каждом уровне. Computer Gaming World в 1991 и 1993 году назвал Wizardry II «разочаровывающе слабым продолжением», критикуя малую продолжительность игры и необходимость прохождения первой части для начала игры во вторую. Рецензент рекомендовал игру «только для прожжённых фанатов».
Knight of Diamonds была названа «Лучшей приключенческой игрой для домашнего компьютера» на выставке Origins Game Fair 1983 года, обойдя даже Ultima II.